# Ruslana Pysanka
Ruslana Ihorivna Pysanka (Pysanko) (17. května 1965 Kyjev – 19. července 2022 Německo) byla ukrajinská herečka a televizní moderátorka.

## Biografie
Ruslana Pysanka se narodila 17. května 1965 v Kyjevě do rodiny kameramana Ihora Mykolajevyče Pysanko, držitele Národního ocenění Ukrajiny Tarase Ševčenka z roku 1973 za dokumentární film Sovětská Ukrajina. V roce 1995 dokončila studium na režisérské fakultě Národní univerzity divadla, filmu a televize v Kyjevě v oboru režisér televize.
Za práci na filmu Moskal'-Čarivnyk (česky Čaroděj Moskal) byla oceněna Národním oceněním Ukrajiny Olexandra Dovženka.
Spolu s Radmilou Ščjoholevovou se zúčastnila TV projektu Klub žen.
Kromě Ukrajiny natáčela v Ruské federaci, v Polsku a v Nizozemsku.
V roce 2006 se zúčastnila ukrajinského televizního projektu Tance s hvězdami.
V roce 2007 se stala herečkou Ruského nezávislého divadla, které založil Ukrajinec Dmytro Račkovský
V roce 2008 vedla spolu s Volodymyrem Zelenskym reality show Pracovní romance na komerčním ukrajinské TV stanice Inter. V roce 2010 se účastnila televizní show Hvězda+Hvězda na 1+1, kde zpívala s ukrajinským operním pěvcem Volodymyrem Hryškem.

## Ocenění
- Národní ocenění Ukrajiny Olexandra Dovženka za roli ve filmu Moskal'-Čaryvnik
- Řád svatého Vladimíra

## Filmografie
- 1991 – Krujiz, abo podorož rozlučenňa (ukrajinsky Круїз, або подорож розлучення, česky Plavba, nebo rozvodová cesta)
- 1993 – Tramvaj udači (ukrajinsky Трамвай удачі, česky Tramvaj štěstí)
- 1994 – Kiľka ľubovnych istorij (ukrajinsky Кілька любовних історій, česky Několik příběhů lásky)
- 1995 – Moskaľ-čarivnyk (ukrajinsky Москаль-чарівник, česky Čaroděj Moskal)
- 1995 – Jabluko (ukrajinsky Яблуко, česky Jablko)
- 1997 – Pryncesa na bobach (ukrajinsky Принцеса на бобах, česky Princezna na hrášku)
- 1998 – Bery šynel'... (ukrajinsky Бери шинель..., česky Vezmi si plášť...)
- 1999 – Ogniem i mieczem (ukrajinsky Вогнем та мечем, česky Ohněm a mečem)
- 2000 – Čorna rada (ukrajinsky Чорна Рада, česky Černá rada)
- 2002 – Jšov tramvaj devjatyj nomer (ukrajinsky Йшов трамвай дев'ятий номер, česky Černá rada), propůjčeni hlasu
- 2004 – Try mušketery (ukrajinsky Три мушкетери (мюзикл), česky Tři mušketýři), muzikál
- 2005 – Soročynsjkyj jarmarok (ukrajinsky Сорочинський ярмарок, česky Soročinský jarmark), muzikál
- 2006 – Peťa Čudovyj (ukrajinsky Петя Чудовий, česky Velkolepý Péťa), seriál
- 2006 – Taxi dlja anhela (ukrajinsky таксі для ангела, česky Taxi pro anděla)
- 2006 – Ugon (česky Únos), seriál
- 2007 – Duška (česky Drahoušek)
- 2007 – Luzer (ukrajinsky Лузер, česky Lúzr (Nula))
- 2007 – Misjacj-Odesa (ukrajinsky Місяць-Одеса, česky Měsíc-Odesa)
- 2007 – Prosto poščastylo (ukrajinsky Просто пощастило, česky Prostě se to povedlo)
- 2008 – Ruka na sčsťa (ukrajinsky Рука на щастя, česky Ruka pro štěstí)
- 2008 – Sadivnyk (ukrajinsky Садівник, česky Sadař)
- 2008 – Syla ťažinňa (ukrajinsky Сила тяжіння, česky Přitažlivá síla), seriál
- 2010 – Svaty 4 (ukrajinsky Свати 4, česky Dohazovači 4)
- 2011 – Nična zmina (ukrajinsky Нічна зміна, česky Noční směna)
- 2012 – Rževskyj proty Napoleona (česky Noční směna)